# Kibungo
Kibungo è un settore (imirenge) del Ruanda, parte della Provincia Orientale e capoluogo del distretto di Ngoma.